# South Hanningfield
 (avril 2023).
Pour les articles homonymes, voir East Hanningfield et West Hanningfield.
South Hanningfield est un village et une paroisse civile de l'Essex, en Angleterre.